# گادنا
گادنا (به مجاری: Gadna) روستاییست در شهرستان بورشود-آبااوی-زمپلن در کشور مجارستان. جمعیت این روستا در ۲۰۰۹، ۲۶۰ نفر بوده‌است.